# 國立金門大學

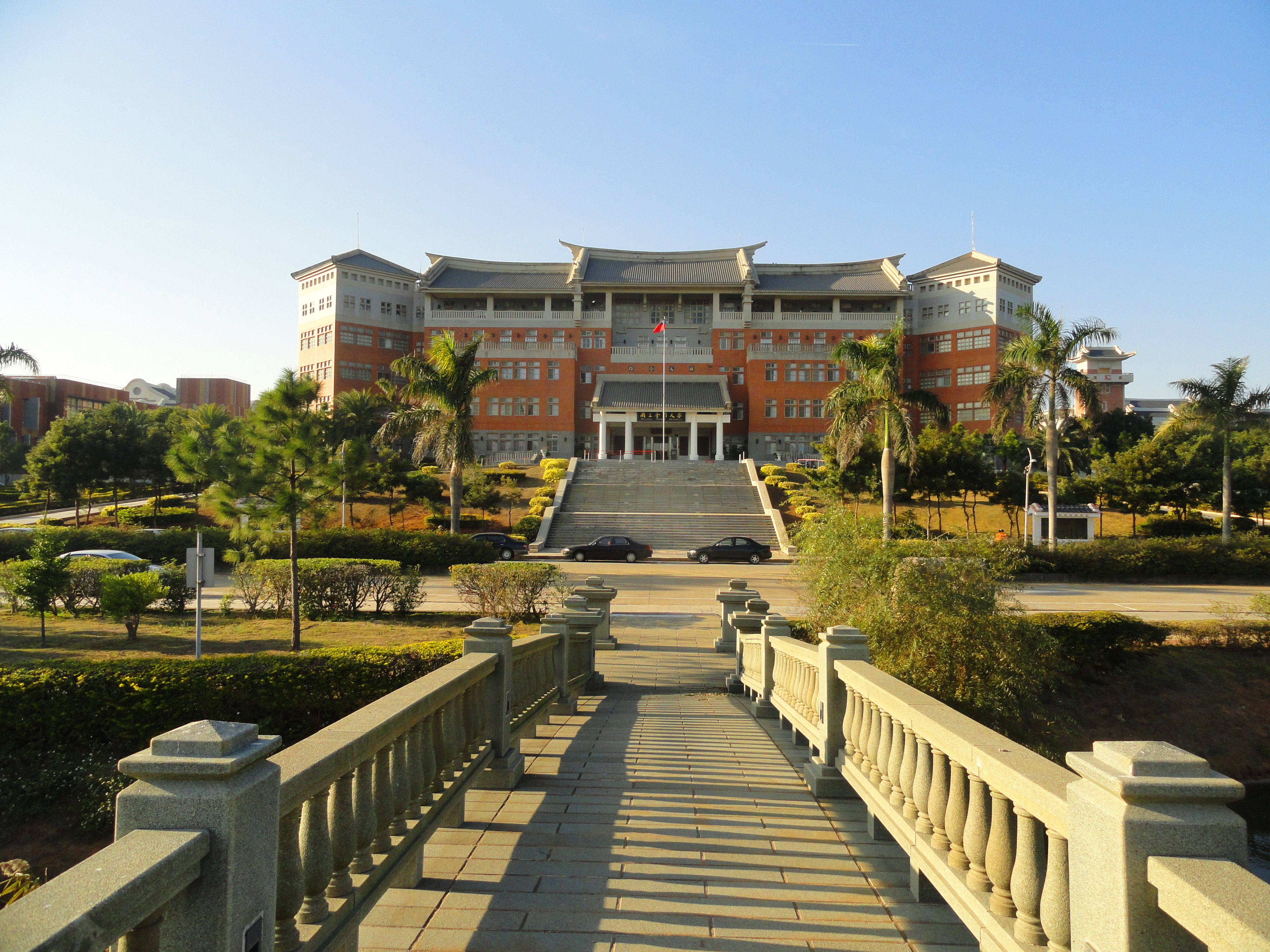
國立金門大學綜合教學大樓正面

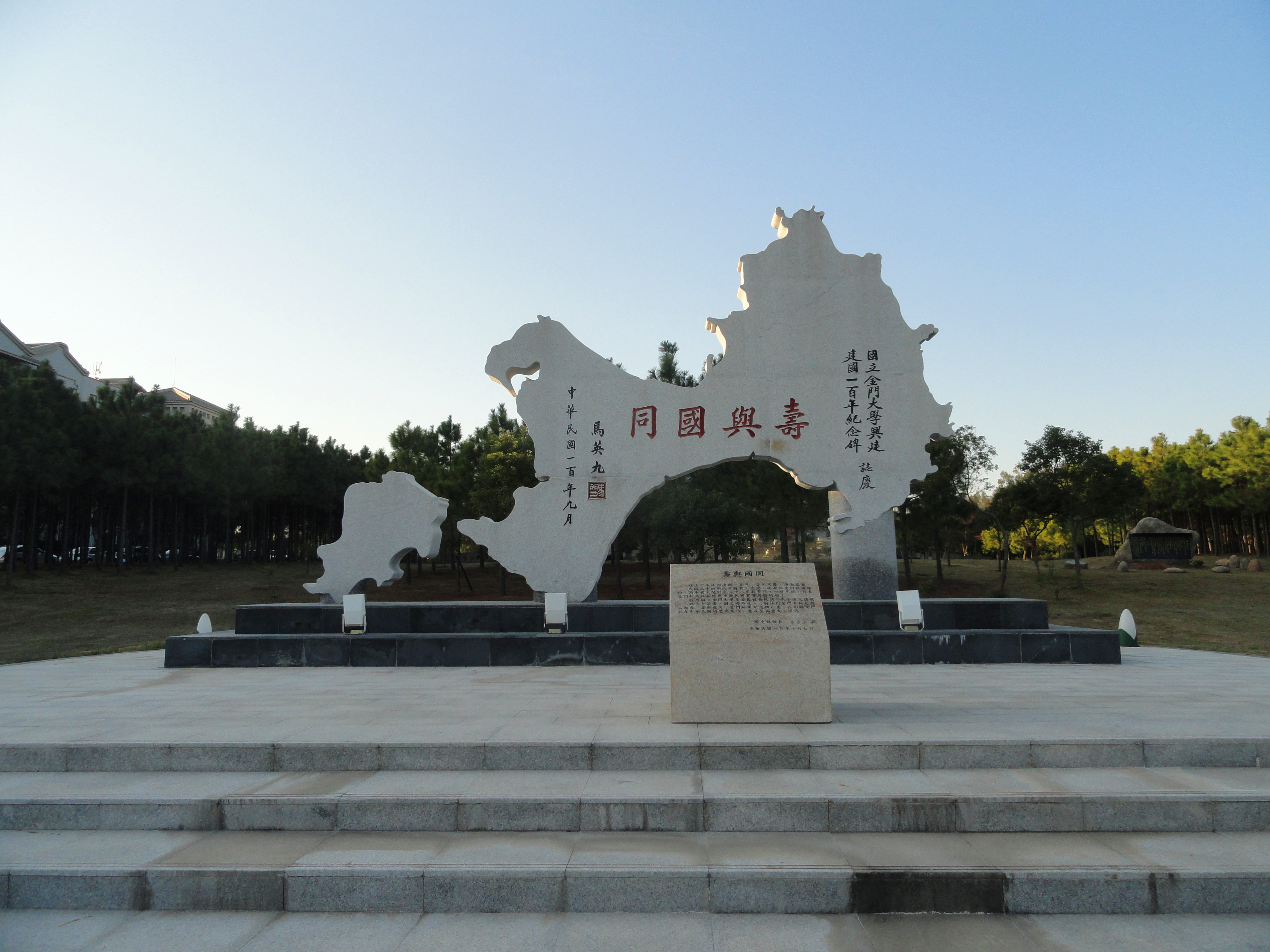
寿与国同金门地图纪念碑

國立金門大學，簡稱金門大學、金大，是中華民國福建省金門縣的一所國立大學，前身是國立高雄科學技術學院（今國立高雄科技大學建工校區）附設專科部的金門分部，1997年創立。金門大學校本部位於金門縣金寧鄉，目前共有4個學院、17個學系、12個研究所碩士班、2個碩士在職專班、1個博士班。招收學制設有四年制大學部、進修部、碩士班、碩士在職專班、產學博士班等。

## 英文譯名
國立金門技術學院於2010年改制為國立金門大學，但「金門」翻譯方式未隨著過去沿用而是改用。金門行政機關使用威妥瑪拼音大約源自1970年代，若按照當時台灣島上使用的通用拼音或是國際上流行的漢語拼音，金門應譯為，但的譯法在國際上更為知名。為閩南語的譯文，在歐洲地理大發現時期所繪製的地圖即以標誌金門，且在1958年八二三炮戰時歐美國家常以稱呼戰爭。在國際上較為知名，故國立金門大學英文名稱定為。

## 校史

### 分部時期
- 1992年：金門地方提出設立大學之需求。
- 1995年：時任教育部技職司吳清基司長偕同國立高雄工商專科學校黃廣志校長等人，蒞金門考察；與金門縣政府等相關單位座談，達成共識，教育部指派國立高雄工商專科學校於金門設置二年制專科部金門分部，將來逐步發展成為獨立大專校院。
- 1997年7月1日：國立高雄工商專科學校改制為國立高雄科學技術學院，惟依法得設專科部，因此正式成立「國立高雄科學技術學院附設專科部金門分部」，同年10月22日修正校名為「國立高雄科學技術學院金門分部」。並設有二專日間部食品工程、營建管理、工商管理、觀光事業等四科，商借「國立金門高級農工職業學校」實習農場校舍上課。
- 2000年：更名為「國立高雄應用科技大學金門分部」。增設二專日間部資訊管理科。增設二技進修部企業管理系、觀光管理系。
- 2001年：增設二專日間部財務金融科。
- 2002年，增設二技進修部資訊管理系、四技日間部應用外語系、運動管理系。

### 技術學院時期
- 2003年：奉准獨立為「國立金門技術學院」，並將二專日間部工商管理科與財務金融科合併改制為四技日間部企業管理系。四技日間部增設電子工程系。
- 2004年：二專日間部食品工程、營建管理、觀光事業、資訊管理等四科改制為四技日間部食品科學、營建工程、觀光管理、資訊管理等四系。四技進修部增設企業管理系、運動管理系。
- 2005年：四技日間部增設建築與文化資產保存系。
- 2006年：四技日間部增設國際事務系。增設閩南文化研究所。
- 2007年：四技日間部增設應用科技學位學程。增設中國大陸研究所、電資研究所。資訊管理系改名資訊工程系；運動管理系改名運動與休閒系；建築與文化資產保存系改名建築系。
- 2008年：四技進修部增設電子與資訊系。增設防災與永續研究所、島嶼休閒資源發展研究所。增設馬祖分班（含四技日間部：食品科學系、建築系）。
- 2009年：四技進修部增設觀光管理系。

### 大學時期
- 2010年4月13日：獲教育部審查通過，將改名為大學[3]。8月1日：正式改名為「國立金門大學」，校內各系改名為學系，並依照各系所性質組成人文社會、理工、休閒管理等三學院。
- 2011年：營建工程學系改名土木與工程管理學系。同年12月4日，開始籌設醫護學院[4]。
- 2012年：增設華語文學系、海洋與邊境管理學系、工業與工程管理學系。同年7月21日，獲教育部通過，准許設立醫護學院[5]。調整系所歸屬學院，原黃進益休閒管理學院改名管理學院、黃祖耀人文社會學院分拆為社會科學院及人文藝術學院。原管理學院之海洋與邊境管理學系、海洋事務研究所改隸社會科學院；原人文社會學院之應用英語學系、華語文學系、閩南文化研究所獨立為人文藝術學院。原楊忠禮理工學院之工業工程與管理學系改隸管理學院。
- 2013年：增設健康護理學院，下轄新增之護理學系、長期照護學系與社會工作學系。人文藝術學院新增「語言與跨文化碩士班」、都市計畫與景觀學系。管理學院新增「事業經營碩士在職專班」「管理學院創新事業與島嶼經營碩士班」，理工學院新增「工程科技碩士在職專班」。
- 2014年10月：聘楊忠禮為名譽校長。
- 2015年：人文藝術學院與社會科學院合併為人文社會科學院。增設理工學院智慧計算與應用碩士班。海洋事務研究所併入海洋與邊境管理學系。
- 2017年：人文社會學院語言與跨文化碩士班停招，改設應用英語學系碩士班。
- 2018年：理工學院智慧計算與應用碩士班改名理工學院資訊科技與應用碩士班。閩南文化研究所停招，改設閩南文化碩士學位學程。
- 2019年：獲准設立長期照護學系碩士班、管理學院產學博士班。
- 2023年：獲准設立人文社會學院博士班。
- 2023年：電子工程學系改名電機工程學系、理工學院資訊科技與應用碩士班改設資訊工程學系碩士班、理工學院資訊科技與應用碩士在職專班改設電機工程學系碩士在職專班。[6]
- 2024年：獲准設立語文與人文創意應用碩士學位學程，社會工作學系碩士班。

## 歷任校長
國立高雄科學技術學院金門分部主任
| 任別 | 姓名   | 任期                        |
| ---- | ------ | --------------------------- |
| 1    | 李金振 | 1997年8月1日－2000年7月31日 |

國立高雄應用科技大學金門分部主任
| 任別 | 姓名   | 任期                        |
| ---- | ------ | --------------------------- |
| 1    | 李金振 | 2000年8月1日－2003年7月31日 |

國立金門技術學院校長
| 任別 | 姓名   | 任期                        |
| ---- | ------ | --------------------------- |
| 1    | 李金振 | 2003年8月1日－2010年7月31日 |

國立金門大學校長
| 任別 | 姓名   | 任期                        |
| ---- | ------ | --------------------------- |
| 1    | 李金振 | 2010年8月1日－2014年7月31日 |
| 2    | 黃奇   | 2014年8月1日－2018年7月31日 |
| 3    | 陳建民 | 2018年8月1日(現任)          |

## 組織

### 行政單位
| 校長室     | 行政副校長室           | 學術副校長室         | 秘書室                 | 研究發展處 |
| 學務處     | 教務處                 | 總務處               | 國際事務處             |            |
| 人事室     | 主計室                 | 體育室               | 圖書館                 |            |
| 進修推廣部 | 就業輔導暨校友服務中心 | 計算機及資訊網路中心 | 環境保護暨安全衛生中心 |            |

### 教學單位
| 人文社會學院 | 閩南文化碩士學位學程                         | 建築學系（日間部、碩士班）         |
| 人文社會學院 | 國際暨大陸事務學系（日間部、進修部、碩士班） | 應用英語學系                       |
| 人文社會學院 | 海洋與邊境管理學系（日間部、碩士班）         | 華語文學系                         |
| 人文社會學院 | 都市計畫與景觀學系                           | 島嶼產業跨領域永續創新博士學位學程 |
| 人文社會學院 | 語文與人文創意應用碩士學位學程               |                                    |

| 管理學院 | 企業管理學系暨碩士班（日間部、進修部、碩士班、碩士班逕博組）   | 觀光管理學系暨碩士班（日間部、進修部、碩士班、碩士班逕博組）    |
| 管理學院 | 運動與休閒學系暨碩士班（日間部、進修部、碩士班、碩士班逕博組） | 管理學院事業經營碩士在職專班 企業管理組 觀光管理組 運動與休閒組 |
| 管理學院 | 工業工程與管理學系                                             | 跨境產業策略與發展博士學位學程                                  |

| 理工學院 | 土木與工程管理學系（日間部、碩士班） | 電機工程學系（日間部、碩士班） |
| 理工學院 | 資訊工程學系（日間部、碩士班）       | 食品科學系（日間部、碩士班）   |
| 理工學院 | 電機工程學系碩士在職專班             |                                |

| 健康護理學院 | 護理學系                               | 長期照護學系（日間部、碩士班） |
| 健康護理學院 | 社會工作學系（日間部、進修部、碩士班） |                                |

| 通識教育中心 |
| ------------ |

| 應用科技產學專班 |
| ---------------- |

## 學生團體
- 日間部學生會
  - 行政部會（活動部、社團事務部、新聞部、公共關係部、學生權益部、總務部、秘書處）
  - 學生議會
  - 評議委員會（虛級化）
  - 選舉事務委員會
  - 財務處
- 研究生學會 (未通過評鑑廢除，業務已由日間部學生會及進修部學生會接管)
- 進修部學生會

## 爭議
金門縣民享有三節配酒的福利，理論上學生若將戶籍遷入金門，經一定年限得享有縣民福利。然而，當縣長陳福海上台以後，調整福利政策，外地人遷入金門需滿四年才得以配酒，使大部分學生不再享有配酒的權利，縣長表明金大與金酒是兩個主體，學校的福利不應該由金酒承擔，但是，後來縣府又同意將設籍在金門大學的大學生作為例外。

## 外部連結
- 國立金門大學 （页面存档备份，存于）